# Aaron Bojang
Aaron Bojang (* 2001) ist ein finnischer Schauspieler.

## Biografie
Bojang wurde im Jahr 2001 geboren. Von 2017 bis 2023 spielte er in der Fernsehserie Salatut elämät mit. Zwischen 2018 und 2019 war er in Kämppä tyhjänä zu sehen. Anschließend wurde er für die Serie Pihlajasatu gecastet.
Außerdem bekam Bojang in Pahainpäivä eine Hauptrolle. 2019 setzte er seine Karriere in MC Taalasbiili fort. Im selben Jahr trat er in Tuuliranta auf.

## Filmografie
Serien
- 2017–2023: Salatut elämät
- 2018–2019: Kämppä tyhjänä
- 2018: Pahainpäivä
- 2018: Pihlajasatu
- 2018: Posse
- 2019: MC Taalasbiili
- 2019: Tuuliranta